# Esther Abrami

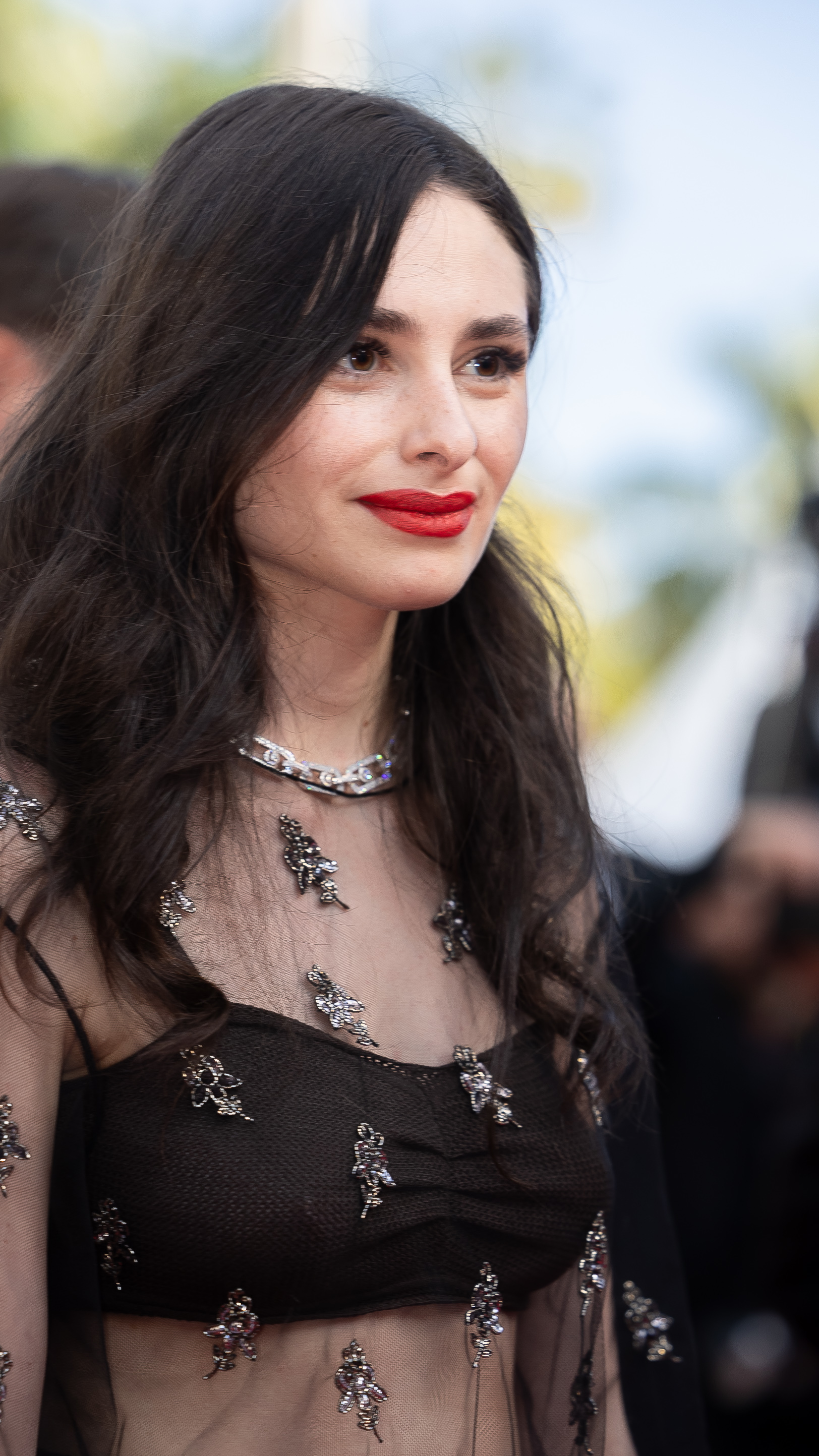
Esther Abrami (2025)

Esther Abrami (* 16. Oktober 1996 in Aix-en-Provence) ist eine französische Violinistin, Komponistin, Webvideoproduzentin und Klassik-Influencerin.

## Leben
Abrami besuchte das Konservatorium Darius-Milhaud in Aix-en-Provence und schloss ihr Studium 2010 ab. Danach studierte sie an der Chetham‘s School of Music in Manchester. Ab 2015 folgten Studien am Londoner Royal College of Music ein. 2016 machte sie ihren Master am Birmingham Conservatoire.
2022 veröffentlichte sie ihr Debütalbum „Esther Abrami“ bei Sony Classical und hatte einen Auftritt als Rising Star in der Londoner Royal Albert Hall, bei dem sie The Lark Ascending von Ralph Vaughan Williams interpretierte
Sie ist Artist in Residence und „Creative Partner“ beim English Symphony Orchestra mit Soloauftritten im Konzertprogramm der Saison 2023/24 sowie einem Engagement als Mentorin und Lehrerin im Jugendprogramm des Orchesters. Im November 2023 trat sie zusammen mit dem französischen DJ und Musikproduzenten Worakls im Regency Ballroom (San Francisco) auf, sowie am 12. Januar 2024 beim Festival Garosnow in Les Angles und Luchon.
Abrami spielt eine Geige des französischen Geigenbauers Jean-Baptiste Vuillaume, die ihr von der Beare’s International Violin Society zur Verfügung gestellt wird.

## Auszeichnungen
- 2017: Erster Preis beim Wettbewerb Golden Classical Music Awards International[14]
- 2019: Auszeichnung bei den Global Awards in der Kategorie „Social Media Superstar“[5][15]
- 2021: Aufnahme in die Reihe „30 under 30 Classical Artists to Watch“ von Classic FM[16]

## Diskografie

### Alben
- Esther Abrami (Sony Classical; 2021)
- Cinéma. Mit den Prager Philharmonikern, Dirigent: Ben Palmer (Sony Classical; 2023)
- Women. Mit dem ORF Radio-Symphonieorchester Wien und Irene Delgado-Jimenez (Sony Classical; 2025)

### EP
- Esther Abrami and Her Ensemble[17] (2022)